# Geri (Chipre)
Geri (en griego, Γέρι) es un municipio situado en el distrito de Nicosia, en Chipre. Según el censo de 2021, tiene una población de 9651 habitantes.
En 2001 tenía 6643 habitantes. En 2011, su población había subido a 8235. Tras un referéndum ese mismo año, Geri se convirtió en un municipio.
Una parte está ocupada desde 1974, mientras que otra parte más pequeña se encuentra en la zona de amortiguamiento.